# Isole di Cywolka
Le isole di Cywolka (in russo Острова Цивольки, ostrova Civol'ki) sono un gruppo di isole russe che fa parte dell'arcipelago di Nordenskiöld ed è bagnato dal mare di Kara.
Amministrativamente appartengono al distretto del Tajmyr del Territorio di Krasnojarsk, nel Circondario federale della Siberia.

## Geografia
Le isole di Cywolka sono situate 45 km a nord delle coste centrali della penisola del Tajmyr (nel punto più vicino). A sud-est, sono separate dal gruppo delle isole di Vil'kickij dallo stretto di Radzeevskij (пролив Радзеевского, proliv Radzeevskogo), a est invece sono adiacenti al gruppo delle isole di Pachtusov. A nord-est, lo stretto di Lenin (пролив Ленина, proliv Lenina) le divide dall'isola Russkij e dal gruppo delle isole di Litke. Fanno parte della Riserva naturale del Grande Artico dal 1993.
Si tratta di 18 isole di varie dimensioni, che si estendono da ovest a est per circa 40 km e da nord a sud per circa 20 km, nella parte sud-orientale del mare di Kara; all'interno del gruppo, le isole distano tra loro meno di 7 km. Il punto più alto è di 58 m s.l.m. e si trova nella parte occidentale dell'isola di Krasin.
Sono state scoperte e così nominate da Eduard von Toll nel 1901, in onore dell'esploratore polacco al servizio della Russia August Cywolka (in russo Август Карлович Циволька, Avgust Karlovič Civol'ka).

## Le isole

### Isola Krasin
Isola Krasin (остров Красин, ostrov Krasin), la più grande del gruppo, la più orientale e quella con l'elevazione massima. Ha una forma allungata irregolare, con due penisole che si estendono a nord nella parte centrale; Misura circa 15 km di lunghezza e 9,5 km di larghezza massima nel punto in cui si trova la penisola orientale.
I rilievi principali si trovano tutti lungo le coste, e variano dai 20 m ai 58 m; i pendii e le spiagge sono rocciose; le coste sono prevalentemente pianeggianti con delle piccole scogliere nel nord.
Sull'isola scorrono diversi ruscelli a carattere stagionale; nella parte centro settentrionale sono presenti 3 piccoli laghi salati di origine lagunare.
Il terreno è ricoperto da una rada vegetazione costituita da muschi, licheni ed erbe corte e resistenti.
Nel nord della penisole orientale si trova un punto di triangolazione geodetica.
Prende il nome dal rompighiaccio Krasin, che deve a sua volta il nome al leader politico russo Leonid Borisovič Krasin. 76°38′03.27″N 95°05′21.08″E
- - Isola Brandwacht (остров Брандвахта, ostrov Brandvachta), piccola isola circolare 1 km[3] a nord di capo Ukromnyj sull'isola Krasin. Ha un diametro non superiore ai 200 m.
Il nome può riferirsi alle navi di monitoraggio che controllano il traffico portuale, ai punti di prevenzione degli incendi nei porti o alle navi che fungono da riparo per gli equipaggi di altre navi che fanno operazioni nei porti.[4][5] 76°40′04.53″N 95°01′12.64″E
  - Isola Ukromnyj (остров Укромный, ostrov Ukromnyj; in italiano "isola Nascosta"),[6] altra piccola isola arrotondata all'estremità settentrionale di Krasin. 76°41′37.32″N 95°08′23.1″E
- Isola di Makarov (остров Макарова, ostrov Makarova), la più occidentale del gruppo e la seconda per grandezza, è un'isola allungata da ovest a est, simile nella forma ad una m schiacciata latitudinalmente e con le gambe corte. Si trova 45 km[3] a nord della terraferma; qualche chilometro a ovest c'è un banco marino chiamato banco Sadko (банка Садко, banka Sadko) di 5 m di profondità. L'isola misura circa 13 km di lunghezza e 3,5 km di larghezza nella parte centrale. L'altezza massima è di 56 m al centro; altri rilievi si trovano ad ovest (29 m) e ad est (37 m). Distese rocciose coprono i pendii delle alture e le spiagge.
Le coste sono irregolari, con numerose baie alternate a piccoli promontori; nella parte meridionale, separate dal promontorio centrale, si aprono la baia Majačnaja (бухта Маячная, buchta Majačnaja) a ovest e la baia Otkrytaja (бухта Открытая, buchta Otkrytaja) a est.
Il territorio è quasi completamente libero dal ghiaccio, coperto da vegetazione tipica della tundra. Su varie zone dell'isola ci sono alcune zone umide, ma i 4 ruscelli a carattere stagionale presenti sono concentrati nel centro; nel nord-est c'è anche un piccolo lago.
Il punto più orientale si chiama capo Vostočnyj (мыс Восточный), quello centro-meridionale capo Srednij (мыс Средний) e quello più occidentale, nonché il punto più a ovest dell'arcipelago di Nordenskiöld, capo Zapadnyj (мыс Западный).
Sull'altura orientale si trova un punto di triangolazione geodetica, su quella occidentale c'è un punto di rilevamento astronomico.
Prende il nome dal vice-ammiraglio, oceanografo, costruttore navale ed esploratore russo Stepan Osipovič Makarov. 76°33′51.2″N 94°06′29.82″E
- Isola di Savva Loškin (остров Саввы Лошкина, ostrov Savvy Loškina), una delle isole centrali del gruppo, è situata a poco più di 2 km[3] a ovest di Krasin, oltre lo stretto Melkij (пролив Мелкий, proliv Melkij). Poco a sud si trova una scogliera sottomarina chiamata Toros (риф Торос, rif Toros). L'isola ha una forma rettangolare, leggermente irregolare, con una lunghezza di circa 5,6 km e una larghezza massima di 2,5 km.[3] Il punto più alto è di 32 m nel nord-est e nei suoi pressi si trova un punto per la triangolazione geodetica. Da qui l'isola degrada verso sud-ovest, diventando meno ripida.
L'estremità nord-orientale si chiama capo Zaščitnyj (мыс Защитный), quella occidentale capo Tupoj (мыс Тупой).
Le coste sono piatte; il territorio è coperto da muschi e licheni e al centro c'è una piccola zona paludosa.
Scoperta da Toll nella spedizione del 1899-1903, fu così chiamata in onore di Savva Loškin, pomory e kormčij (termine nautico russo che sta per "mastro") vissuto nel XVIII secolo, che si crede sia stato uno dei primi navigatori a percorrere le coste della Novaja Zemlja.[7][8] 76°37′44.67″N 94°41′02.64″E
- Isola di Vasil'ev (остров Васильева, ostrov Vasil'eva), nella parte sud-occidentale del gruppo, si trova a ovest di Savva Loškin e a nord-est di Makarov. A nord, poco al largo della costa, c'è il banco marino Tesnaja (банка Тесная, banka Tesnaja), dove la profondità del mare è di 10 m. È un'isola allungata che si sviluppa da ovest-nord-ovest a est-sud-est, dalla forma irregolare, affusolata all'estremità orientale. Misura poco meno di 6 km di lunghezza e 3,8 km di larghezza massima nella parte occidentale. Tutta l'isola è una roccia piatta che si solleva di 30 m dal livello del mare sul versante est e raggiunge i 35 m (il punto più alto) a ovest.
L'estremità occidentale si chiama capo Lokacionnyj (мыс Локационный), quella settentrionale capo Krutoj (мыс Крутой). Le coste sono piatte; nella parte orientale è presente una piccola zona paludosa. Non ci sono corsi d'acqua, ma lungo la costa centro-settentrionale c'è un piccolo lago. Il terreno è coperto da muschi, licheni ed erbe dure e resistenti.
Sull'elevazione massima c'è un punto di triangolazione geodetica.
Fu così chiamata nel 1901 da Toll in onore del capitano di primo rango Michail Pertovič Vasil'ev, primo comandante del rompighiaccio Ermak.[9][10] 76°37′24.07″N 94°25′36.9″E
  - Isola Grjada (остров Гряда, ostrov Grjada; "isola Catena"),[11] è una piccolissima isoletta, stretta e allungata, lungo la costa nord-occidentale di Vasil'ev, con un altro isolotto senza nome alla sua estremità nord-orientale. 76°38′36.744″N 94°22′38.28″E
- Isola di Schulz (остров Шульца, ostrov Šul'ca), a nord di Vasil'ev, da cui è separata dallo stretto Tesnyj (пролив Тесный, proliv Tesnyj), e a nord-ovest di Savva Loškin, è un'isola dalla forma irregolare, con una penisola all'estremità sud-orientale, la quale, allungandosi verso ovest, crea una profonda baia. Misura circa 3,5 km di lunghezza nella parte orientale, e 3,3 km di larghezza al centro.[3] L'altezza massima è di 27 m.
L'estremità occidentale si chiama capo Veškovyj (мыс Вешковый), quella orientale capo Monolitnyj (мыс Монолитный).
Sulla penisola sono presenti 2 piccoli laghi. 76°40′12″N 94°28′26.4″E
- Isola Sadko (остров Садко, ostrov Sadko), poco a nord di Schulz, è una delle isole maggiori del gruppo. Ha una forma allungata da sud-est a nord-ovest, simile ad una goccia con la parte settentrionale più stretta e quella meridionale arrotondata. Misura circa 5,4 km di lunghezza e 2,3 km di larghezza nel punto più ampio.[3] L'altezza massima è di 26 m nel sud-est, nei pressi della quale si trova un punto di triangolazione geodetica.
L'estremità settentrionale si chiama capo Nizkij (мыс Низкий), quella occidentale capo Nos (мыс Нos) e quella sud-orientale capo Kosa-Zmejka (мыс Коса-Змейка).
L'isola è bassa, con le coste piatte e il terreno per gran parte paludoso. Sono presenti 4 piccoli laghi costieri.
Prende il nome dal rompighiaccio Sadko, che diede un contributo significativo allo sviluppo della rotta del passaggio a nord-est.[12] A sua volta, la nave deve il suo nome a Sadko il mercante, eroe epico delle byliny. 76°43′04.8″N 94°29′31.2″E
- Isola di Mametkul (остров Маметкул, ostrov Mametkul), a nord-est di Schulz e a sud-est di Sadko, è un'isola ovale al centro del gruppo, lunga poco più di 3 km e larga circa 1,5 km.[3] L'elevazione massima è di 23 m nella parte centro-settentrionale. L'estremità nord-orientale si chiama capo Otražatel' (мыс Отражатель).
Sull'isola sono presenti due piccole zone paludose e un lago salato di origine lagunare.
Prende il nome da Muhammed-Kuli (in russo abbreviato in Mametkul), principe siberiano, nipote del khan Küçüm. 76°41′20.4″N 94°46′25″E
- Isola Ermak (остров Ермак, ostrov Ermak), 2,3 km[3] a nord di Mametkul, è un'isola dalla forma irregolare. Misura poco meno di 3 km di lunghezza e 1,7 km di larghezza,[3] e raggiunge un'elevazione massima di 20 m al centro, dove si trova anche un punto di triangolazione geodetica. Sull'isola sono presenti un lago salato di origine lagunare nel sud-est, un laghetto costiero nel nord-ovest e una zona paludosa poco a est del laghetto.
Prende il nome dal rompighiaccio russo Ermak, che a sua volta deve il nome all'ataman cosacco Ermak Timofeevič, conquistatore della Siberia. 76°43′55.2″N 94°51′09″E
- Isola di Küçüm (остров Кучум, ostrov Kučum), meno di 800 m[3] a nord-ovest di Ermak, è una piccola isola dalla forma ovale. Misura circa 600 m di lunghezza.[3]
Prende il nome dal khan Küçüm, che cercò di imporre la religione islamica nel khanato di Sibir ma che fu sconfitto dalle forze cosacche guidate da Ermak.76°44′32.82″N 94°46′03.9″E
- Isola Lenin (остров Ленин, ostrov Lenin), la più settentrionale del gruppo, 3,3 km[3] a nord-est di Sadko, è un'isoletta dalla forma ovale. Misura circa 1,45 km di lunghezza e 750 m di larghezza.[3]
Prende il nome dal rompighiaccio Lenin, che diede un contributo significativo allo sviluppo della rotta del passaggio a nord-est.[13] 76°25′01.2″N 95°32′36.78″E
- Isola di Kovalevskij (остров Ковалевского, ostrov Kovalevskogo), 2,2 km a nord-ovest di Krasin, è un'isoletta dalla forma leggermente allungata, che misura meno di 600 m di lunghezza.[3] L'elevazione massima è di soli 2 m.
Prende il nome dallo statista e scienziato russo Vladimir Ivanovič Kovalevskij.[14]76°42′30.6″N 95°04′15.24″E
- Isola di Vitte (остров Витте, ostrov Vitte), 2,6 km[3] a nord di Krasin, è una piccola isola ovale, leggermente curva nella parte meridionale. Misura circa 750 m di lunghezza e 500 m di larghezza.
Il terreno è coperto da una rada vegetazione costituita di muschi e licheni.
Prende il nome dallo statista russo Sergej Jul'evič Vitte.[15] 76°43′25.14″N 95°09′01.98″E
- Isola Oktjabr' (остров Октябрь, ostrov Oktjabr'; "isola d'Ottobre"),[16] 3,1 km[3] a sud di Krasin, è un'isola rettangolare irregolare, leggermente curva, che si sviluppa da sud-ovest a nord-est. Misura circa 2,8 km di lunghezza e 1,2 km di larghezza.[3] Ha un'elevazione massima di 15 m nel nord-est. 76°34′14.34″N 95°02′51.18″E
- Isola Ledokol (остров Ледокол, ostrov Ledokol; "isola Rompighiaccio"),[17] 2,6 km[3] a sud di Savva Loškin, tra la scogliera sottomarina Toros e il banco sottomarino Ledokol'naja (банка Ледокольная, banka Ledokol'naja), è una piccola isola ovale. Misura 800 m di lunghezza e quasi 400 m di larghezza.[3] Ha un'elevazione massima di 2 m. 76°34′48.72″N 94°38′51″E
- Isola Kazak (остров Казак, ostrov Kazak; "isola Cosacca"),[18] 3,1 km[3] a nord della parte occidentale dell'isola di Makarov, è una piccola isola allungata e leggermente curva. Misura 1,3 km di lunghezza e 800 m di larghezza massima nella parte meridionale.[3] In questa stessa zona si trovano il punto più alto (8 m) e un punto di triangolazione geodetica. 76°37′21″N 94°02′05.28″E